# Joseph Charles de Palatinat-Soulzbach
Joseph Charles de Palatinat-Soulzbach, (en allemand : Joseph Karl von Pfalz-Sulzbach) (né le 2 novembre 1694 à Soulzbach et mort le 18 juillet 1729 à Oggersheim) est le fils aîné de Théodore-Eustache, comte palatin de Soulzbach, et de Marie-Éléonore de Hesse-Rheinfels. Il est l'héritier du duché de Palatinat-Soulzbach de sa naissance à sa mort.

## Biographie
Dès sa naissance, Joseph Charles, en tant que premier fils de Théodore-Eustache, est héritier du duché de Palatinat-Soulzbach. Quelques années plus tard, il devient également héritier du palatinat du Rhin à cause de la proche extinction de la branche de Palatinat-Neubourg y régnant. Il échoue malheureusement à avoir un héritier mâle de son mariage, tous ses fils étant morts en bas âge, et sa femme meurt en 1728.
Joseph Charles meurt une année plus tard, sans avoir hérité ni du palatinat du Rhin ni du duché de Palatinat-Soulzbach, et est enterré à Munich. C'est son frère cadet, Jean-Christian, qui succède trois ans plus tard à leur père.

### Mariage et descendance
Joseph Charles épouse Élisabeth-Auguste de Palatinat-Neubourg (fille de l'électeur palatin Charles III Philippe de Neubourg) à Innsbruck le 2 mai 1717. Il a de ce mariage sept enfants :
- Charles Philippe Auguste de Palatinat-Soulzbach (1718 – 1724)
- Innocente Marie de Palatinat-Soulzbach (1719 – 1719)
- Élisabeth-Auguste de Palatinat-Soulzbach (1721 – 1794), épouse de l'électeur Charles Théodore
- Marie-Anne de Palatinat-Soulzbach (1722 – 1790) Clément-François de Bavière, Comte Palatin du Rhin
- Françoise de Palatinat-Soulzbach (1724 – 1794), mère du roi Maximilien
- Charles Philippe Auguste de Palatinat-Soulzbach (1725 – 1728)
- un fils (1728 – 1728)